# Microsoft Band
 (septembre 2020).
Si vous disposez d'ouvrages ou d'articles de référence ou si vous connaissez des sites web de qualité traitant du thème abordé ici, merci de compléter l'article en donnant les références utiles à sa vérifiabilité et en les liant à la section « Notes et références ».
Microsoft Band est un bracelet connecté à écran tactile de forme rectangulaire annoncée le 29 octobre 2014.
Il s'agit du premier appareil propulsé par Microsoft Health, le service de santé de Microsoft. Il est commercialisé aux États-Unis depuis le 30 octobre 2014 pour 199 $.

## Fonctionnalités
Le bracelet incorpore dix capteurs permettant notamment de donner sa fréquence cardiaque en continu, le nombre de ses pas, le nombre de calories brûlées, des informations sur son sommeil, son niveau de stress, la température de sa peau, la luminosité ambiante et l'intensité des rayons ultraviolets.
De nombreuses applications sont pré-installées afin de répondre aux SMS, passer des appels, afficher ses rendez-vous, la météo, des cours de la bourse, de chronométrer une performance, de lancer un compte à rebours, de recevoir des courriers électroniques, des notifications de Facebook et de Twitter. Le bracelet permet aussi de payer dans les magasins Starbucks.
L'utilisation de Microsoft Band avec un Windows Phone permet d'interagir avec Cortana, l'assistant personnel présent dans le système d'exploitation de la firme de Redmond, grâce au microphone intégré.
L'appareil a une autonomie comprise entre un et deux jours lorsqu'il est complètement chargé.
L'appareil se synchronise par le biais de l'application Microsoft Health disponible sur Windows Phone, Android, et iOS. Elle se connecte à un smartphone au moyen du système Bluetooth mais peut fonctionner de manière autonome puis être synchronisée avec un PC sous Windows ou un Mac.

## Microsoft Band 2
Annoncé le 6 octobre 2015, le Microsoft Band 2 est la seconde génération du bracelet connecté. Tout comme la première génération, il comprend un cardiofréquencemètre optique, un accéléromètre à 3 axes, un gyromètre, un GPS, un microphone, un photodétecteur, des capteurs de réponse corporelle, un capteur à ultraviolets, un thermomètre de peau et un capteur de déplacement capacitif ; il comprend également un nouveau capteur : le baromètre, permettant de mesurer l’altitude.
Cortana est directement intégrée au bracelet.
Le bracelet sera commercialisé à partir du 30 octobre 2015 aux États-Unis, au Canada et au Royaume-Uni pour un prix de 250 $.